# Berkley (Massachusetts)
Berkley è un comune degli Stati Uniti d'America facente parte della contea di Bristol nello stato del Massachusetts.